# Bobrovîi Kut, Velîka Oleksandrivka
Bobrovîi Kut (în ucraineană Бобровий Кут) este localitatea de reședință a comunei Bobrovîi Kut din raionul Velîka Oleksandrivka, regiunea Herson, Ucraina.

## Demografie
Componența lingvistică a localității Bobrovîi Kut
     Ucraineană (95,04%)
     Belarusă (2,64%)
     Rusă (2,31%)
Conform recensământului din 2001, majoritatea populației localității Bobrovîi Kut era vorbitoare de ucraineană (95,04%), existând în minoritate și vorbitori de belarusă (2,64%) și rusă (2,31%).